# 紫苏花岗岩

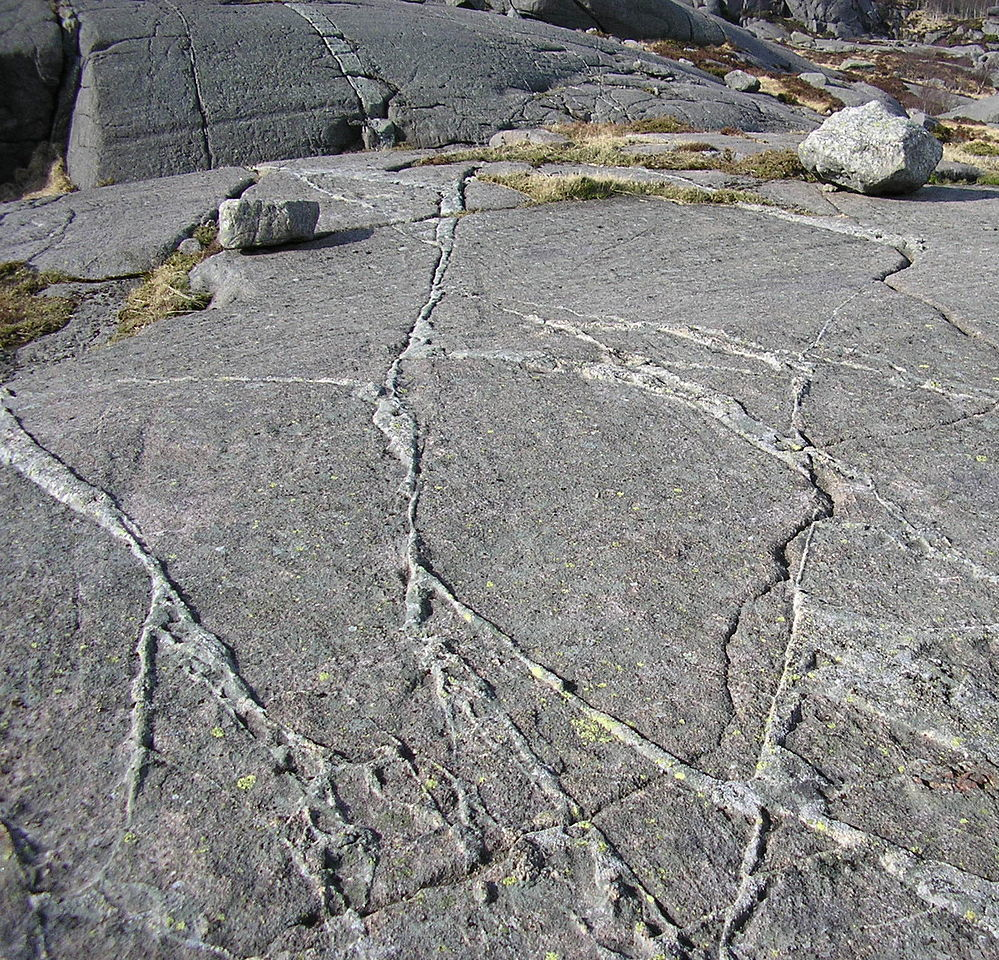
晚期紫苏花岗岩岩脈切割斜長岩, Rogaland, 挪威

紫苏花岗岩（英語：Charnockite）是指在高溫和高壓下形成的任何含斜方輝石的石英長石岩石，常見於麻粒岩相變質區。
紫苏花岗岩中普遍存在有熔体交代结构,主要由残晶相矿物和结晶相矿物组成.对紫苏花岗岩及变质表壳中流体包裹体产状、成分的研究发现，富CO2流体包裹体和富N2流体包裹体均来自地幔深部。
紫苏花岗岩常呈粗粒块状或片麻状，花岗结构，比重2.67左右，颜色较深。石英呈烟灰至浅蓝色，可含极细小金红石、富锆矿物或有众多裂隙和CO2包裹体；斜长石为更长石或中长石，常见钠长石律双晶和反条纹构造；碱性长石为正长石或微斜长石，往往呈现条纹构造（条纹相的成分常为更、中长石）；普遍含紫苏辉石，多色性显著，石榴子石是紫苏花岗岩的特征矿物;有时含少量单斜辉石、普通角闪石和黑云母。

## 紫苏花岗岩系列
紫苏花岗岩系列是花岗变晶岩特別普遍的一種。花岗变晶岩是在相對較高的溫度和壓力下形成的無葉理變質岩石之一。 在地殼深處由大規模構造作用所產生，因此是區域變質作用的產物，而不是接觸變質作用的產物。 它主要由花崗岩類岩石變質形成，或偶爾由粘土和頁岩完全變質重組形成的。 它在印度、斯里蘭卡、馬達加斯加和非洲分佈廣泛。 它由地質學家 T. H. Holland 於 1893 年以印度加爾各答聖約翰教堂的 Job Charnock 墓碑命名，該墓碑由這塊岩石製成。。
紫苏花岗岩形成于高温 (>700℃)、高压（>15公里深度）麻粒岩相变质岩区，是高度区域变质成因的火成岩或与麻粒岩互层的变质岩。基性岩浆的底侵作用使本区经历了第一期麻粒岩相变质作用，地幔富CO2流体包裹体的存在使系统a(H2O)很低(a(H2O)=0.1～0.3)，麻粒岩相变质作用没有产生熔融作用。幔源岩浆活动的逐渐停止，该区又经历了近等压降温的第二期麻粒岩相变质作用。此时，深源富CO2流体作用减弱，水的活度增加,a(H2O)=0.65～0.75,从而产生岩浆，新生岩浆对早期形成的变质矿物进行熔蚀交代作用，使早期形成的难熔变质矿物如紫苏辉石、石榴石、单斜辉石等呈残晶相,随着温度的降低岩浆基本在原地——半原地结晶形成紫苏花岗岩。它出露于经过深度侵蚀的前寒武纪基底杂岩，常与麻粒岩，有时与斜长岩共生。

## 組成
紫苏花岗岩系列包括許多不同類型的岩石，有的是長英質，富含石英和微斜長石，有的是鎂鐵質，富含輝石和橄欖石，還有中間品種富含鈉長石、石英-褐長石和閃長岩。該系列的許多岩石中都具有一個特殊特徵是含強烈的多色性、微紅色或綠色的斜方輝石。 系列內的鹼性長石一般屬条纹长石（perthite），由鈉長石與正長石或微斜長石交互共生，斜長石則無交互共生条纹长石。